# Мамографія

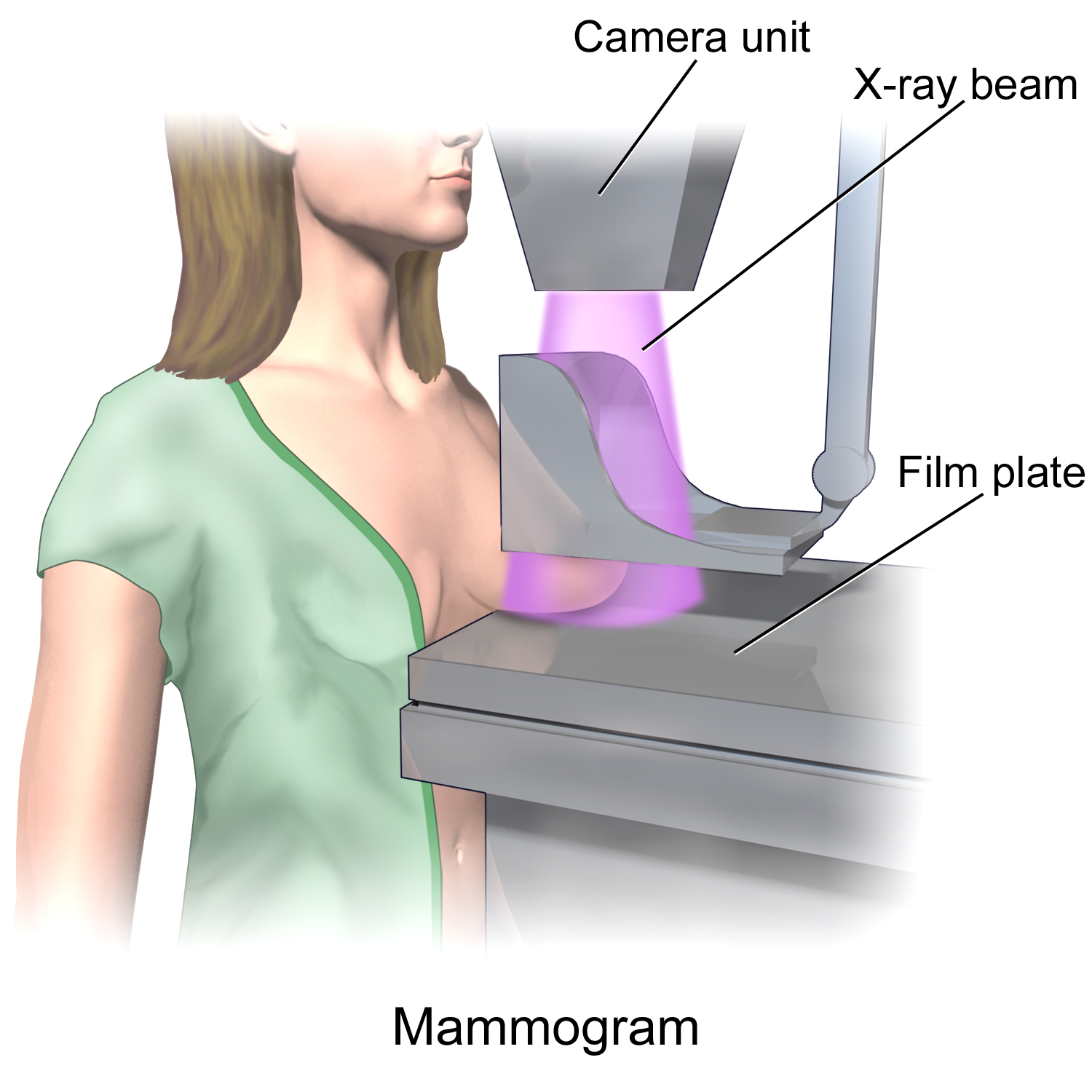
Проведення мамографії

Мамографія — метод діагностики стану тканин молочної залози, найчастіше за допомогою рентгенівського випромінювання, коли отримують відповідне зображення.

## Наукова статистика та аналіз
Використання рентгенівської мамографії як скринінгового інструменту для виявлення раннього раку молочної залози у здорових жінок без симптомів, є суперечливим.
Наприклад, похибки першого роду в процедурах скринінгу на рак грудей при застосуванні мамографії: у США рівень цих похибок досягає 15 %, це найвищий показник у світі. Найнижчий рівень спостерігається в Нідерландах, 1 %.